# Zliechov
Zliechov este o comună slovacă, aflată în districtul Ilava din regiunea Trenčín. Localitatea se află la altitudinea de 562 m deasupra n.m., se întinde pe o suprafață de 54,38 km2 și în 2017 număra 591 de locuitori.

## Istoric
Localitatea Zliechov este atestată documentar din 1272.

## Demografie
| An:                | 1994 | 2004    | 2014   | 2024   |
| ------------------ | ---- | ------- | ------ | ------ |
| Număr de persoane: | 728  | 614     | 610    | 560    |
| Diferență:         |      | −15,65% | −0,65% | −8,19% |

| An:                | 2023 | 2024   |
| ------------------ | ---- | ------ |
| Număr de persoane: | 570  | 560    |
| Diferență:         |      | −1,75% |